# Laroque-des-Albères
Laroque-des-Albères (em catalão:  La Roca d'Albera) é uma comuna francesa na região administrativa da Occitânia, no departamento dos Pirenéus Orientais. Estende-se por uma área de 20.51 km², com 2.128 habitantes, segundo o censo de 2018, com uma densidade de 100 hab/km².